# Denís Milar
Denís Alfredo Milar Otero (né le 20 août 1952 à Montevideo en Uruguay) est un joueur de football international uruguayen, qui évoluait au poste d'attaquant.

## Biographie

### Carrière en club
Denís Milar joue principalement en faveur du Liverpool Montevideo, du Nacional Montevideo, et du club espagnol de Grenade.
Il dispute 39 matchs au sein des championnats espagnols, inscrivant 4 buts.
Avec le Club Nacional, il remporte un titre de champion d'Uruguay, et deux titres internationaux (Copa Libertadores et Coupe intercontinentale).

### Carrière en équipe nationale
Avec l'équipe d'Uruguay, Denís Milar joue 19 matchs (18 selon les sources) entre le 6 juin 1973 et le 26 septembre 1979, inscrivant 4 buts.
Il figure dans le groupe des sélectionnés lors de la Coupe du monde de 1974. Lors du mondial organisé en Allemagne, il joue trois matchs : contre les Pays-Bas, la Bulgarie, et la Suède.
Denís Milar participe également à la Copa América en 1979.

## Palmarès
Nacional
| - Championnat d'Uruguay (1) : - Champion : 1980. - Vice-champion : 1978, 1979 et 1981. - Copa Libertadores (1) : - Vainqueur : 1980. |  | - Coupe intercontinentale (1) : - Vainqueur : 1980. - Copa Interamericana : - Finaliste : 1980. |